# Schutsluis Montfoortse Vaart
De schutsluis in de Montfoortse Vaart is een schutsluis in Montfoort met de status van gemeentelijk monument die kleine scheepvaart mogelijk maakt tussen de Hollandse IJssel en de Montfoortse Vaart.

## Bouw
In 1598 ontwikkelde het stadsbestuur van Montfoort een plan om een nieuwe waterwegverbinding met Woerden te realiseren, maar pas in 1616 werd er begonnen met de uitvoering. De Montfoortste Vaart werd gegraven en bij de aansluiting op de Hollandse IJssel werd een schutsluis gebouwd. De opdracht hiertoe werd verleend aan Peter Willemsz van Steversloot uit Montfoort. Het is niet bekend op welke datum hij de sluis precies opleverde aan de opdrachtgever, maar wel is bekend dat Arien Florissen de eerste schipper was die gebruik maakte van de sluis. Hij kreeg een vlag uitgereikt.

## Vernieuwingen
In 1770 werd de sluis vernieuwd en ook werd er in de westmuur een gedenksteen geplaatst met het wapen van Montfoort en het wapen van Sticht Utrecht met daaronder de tekst:
In 1988 is de sluis gerestaureerd.

## Kenmerken
De sluis bestaat uit twee gemetselde zijmuren die verbonden zijn met de kademuren van de Hollandse IJssel en aan de andere kant schuin aflopen in het water van de Montfoortse Vaart. Aan beide zijden wordt de sluis afgesloten met houten draaideuren. Schippers kunnen deze zelfstandig bedienen door middel van een hefboom die zich naast de sluis bevindt.

## Afbeeldingen

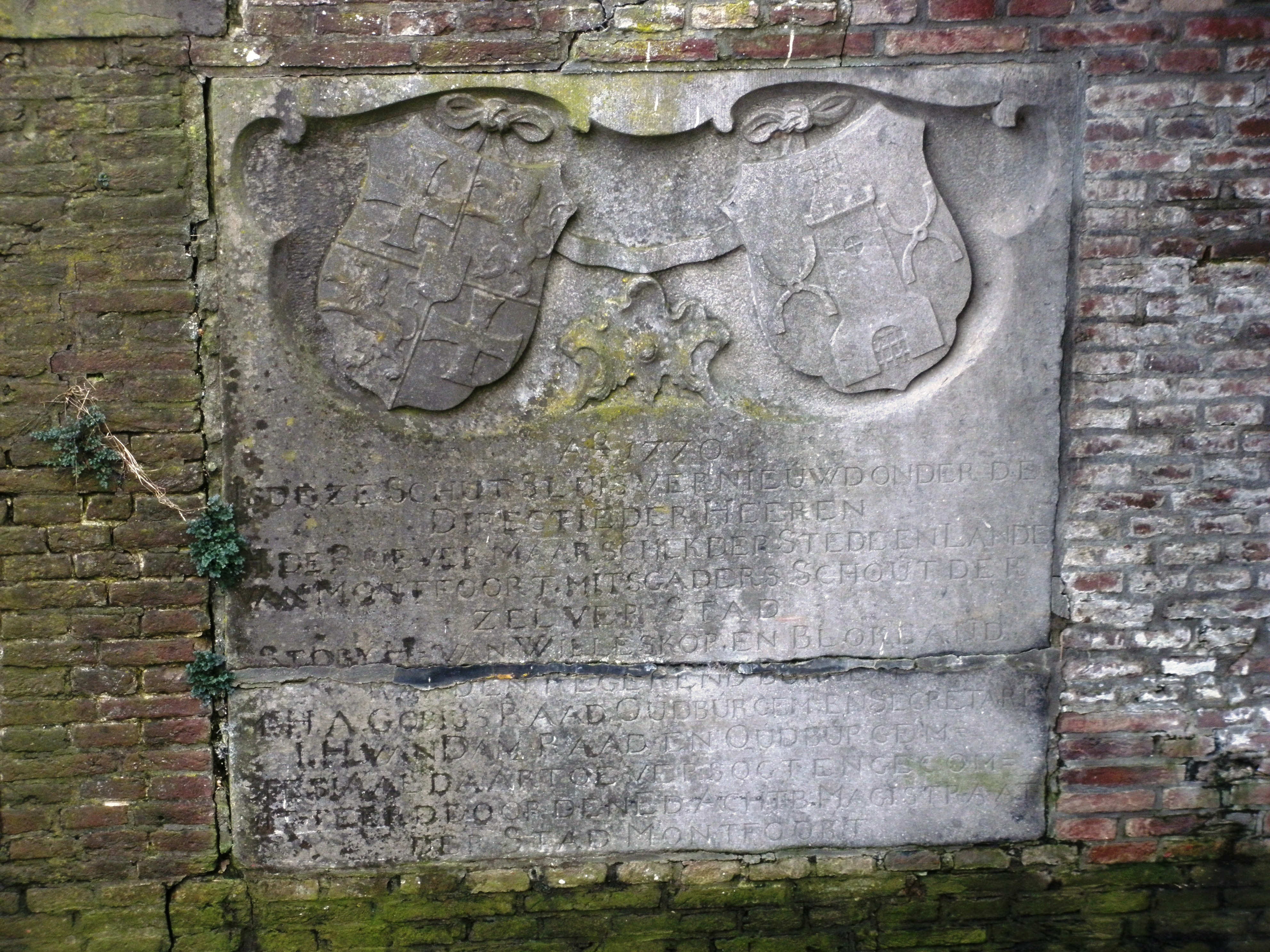
Ingemetselde gedenksteen
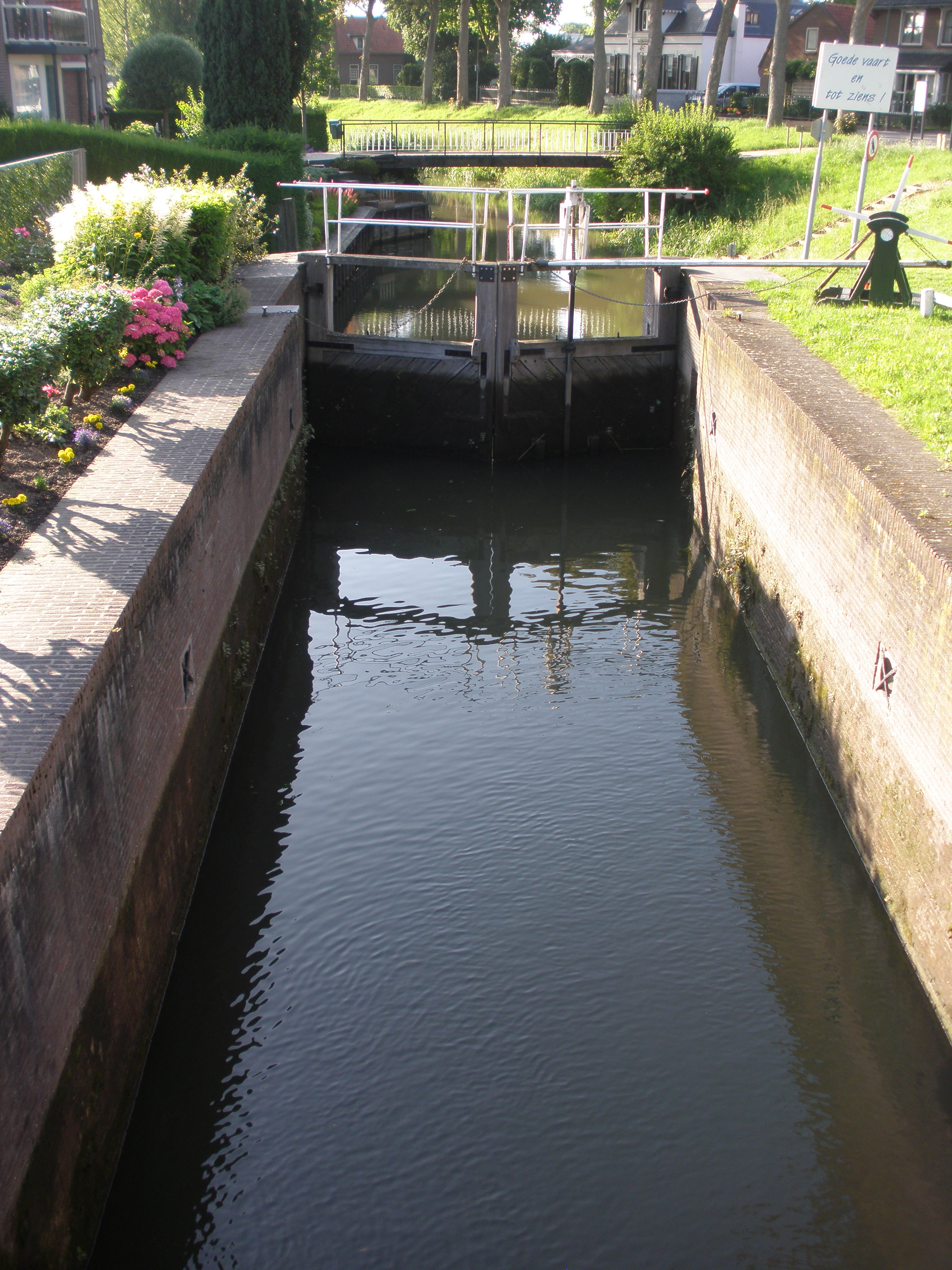
Gesloten sluis